# پاسکال کوچپین
پاسکال کوچپین (انگلیسی: Pascal Couchepin؛ زادهٔ ۵ آوریل ۱۹۴۲) سیاست‌مدار اهل سوئیس است. وی دو بار در سال‌های ۲۰۰۳ و ۲۰۰۸ رئیس‌جمهور سوئیس بود.
وی همچنین برندهٔ جوایزی همچون لژیون دونور (افسر) شده‌است.